# Wiener Schnitzel
El Wiener Schnitzel ("escalopa vienesa") és una mena d'schnitzel fet amb carn de vedella típic de la gastronomia de Viena. Els schnitzels elaborats amb altres tipus de carn també s'anomenen col·loquialment d'aquesta manera, tot i que a Àustria i a Alemanya, legalment i, per tant, necessàriament en la restauració, s'han d'anomenar de maneres diferents, com ara "Wiener Schnitzel de porc" (Wiener Schnitzel vom Schwein) en el cas que estigui fet de porc o "Schnitzel a l'estil vienès" (Schnitzel Wiener Art).

## Història i origen del nom
El nom Wiener Schnitzel va ser encunyat el 1831 al llibre de cuina Allerneuestem allgemeinen Kochbuch, de Maria Anna Neudecker, com "Wiener Schnitzel de vedella".
És possible que el Wiener Schnitzel es remunti a la Cotoletta alla milanese, que es preparava de manera similar a partir de costelles una mica més gruixudes i que va ser popular als segles XIV i XV, encara que no hi hagi proves que ho corroborin.
Segons una llegenda, el mariscal de camp austríac Radetzky hauria portat la recepta d'Itàlia el 1857. El lingüista Heinz-Dieter Pohl va demostrar l'any 2007 que aquesta història no tenia cap mena de fonament. Segons Pohl, Radetzky només es va associar amb l'schnitzel l'any 1969 a la guia gastronòmica italiana Guida gastronomica d'Italia (publicada en alemany el 1971 amb el títol Italien tafelt). El comte Attems, ajudant de camp de l'emperador austríac Francesc Josep I, va transmetre un informe de Radetzky sobre la situació política a Llombardia a l'emperador a Viena; una nota a peu de pàgina parlava una deliciosa costella de vedella arrebossada. Després del retorn de Radetzky, l'emperador li va demanar personalment la recepta. “Centíficament, aquesta història és irrellevant, no conté fonts i no s'esmenta a la literatura de i sobre Radetzky […]. No hi ha cap comte Attems que correspongui a aquesta època i posició en cap obra biogràfica sobre la monarquia", argumenta Pohl. Pohl dubta que el Wiener Schnitzel fos importat d'Itàlia, justificant-ho amb el fet que altres "plats importats" de la cuina austríaca generalment conservaven el nom de la llengua original (encara que de manera germanitzada com el gulasch i els palatschinken). També assenyala que, fins i tot abans de l'schnitzel, a la cuina vienesa hi havia diversos plats que eren arrebossats i fregits en greix, en particular el Backhendl ("pollastre fregit"), mencionat per primera vegada en un llibre de cuina l'any 1719. L'schnitzel, preparat de la mateixa manera, es va començar a fer a finals del segle XIX i devia rebre l'apelatiu Wiener ("vienès") molt probablement per analogia amb el Wiener Backhendl.
Ja l'any 1879, Prato esmentava diversos plats italians com els macarrons o el risotto, però cap cotoletta que podria haver servit de model per al Wiener Schnitzel.

## Preparació
Per preparar-lo, es fan servir escalopes de vedella tallades en papallona, d'uns quatre mil·límetres de gruix i lleugerament picades; se salen, es passen, en aquest ordre, per farina, ou lleugerament batut i pa ratllat (fet de panets de viena que hagin quedat durs). L'arrebossat no s'ha de prémer, de manera que a l'hora de fregir pugui inflar-se. A continuació, les escalopes es posen immediatament en una paella a 160-170°C amb abundant llard o mantega clarificada. Durant la cocció, l'schnitzel es llença suaument d'anada i tornada a la paella diverses vegades, de manera que el fregit sigui uniforme i l'arrebossat s'infli.
Tradicionalment, el Wiener Schnitzel només se servia amb Häuptelsalat (cors d'enciam), Erdäpfelsalat (amanida de patates), amanida de cogombre i patates amb julivert. A principis del segle xx, les tàperes i les anxoves es van popularitzar a la cort imperial i es van començar a fer servir de guarnició. Avui en dia, però, l'schnitzel se sol guarnir amb julivert i un tall de llimona i, a vegades també amb melmelada de nabius roigs. També se sol acompanyar d'amanida de brots tendres, d'arròs, de patates rostides o fregides, o d'amanida de patates.